# Llengües alacalufanes
Les llengües alacalufanes o kawésqaranes constitueixen una petita família lingüística d'Amèrica del Sud. No han estat definitivament vinculades a cap altra família lingüística americana.

## Llengües
Les primeres glosses distingeixen tres llengües, amb una varietat del sud extingida (Fitz-Roy 1839 i Hyades i Deniker 1891), una de central (Borgatello 1928, Marcel 1892 i Skottsberg 1913) i una de septentrional en perill crític, que rep el nom de Kawésqar.

### Mason (1950)
Mason (1950) enumera les varietats següents:
- Caucawe (Kaukahue, etc.)
- Enoo (Peshera)
- Lecheyel
- Ykinawe (Yequinahuere, etc.)
- Adwipliin
- Alikulip, Alakaluf, etc.
- Calen
- Taijatof

El chono, el caraica (karaika) i el poya també hi podrien pertànyer.

## Vocabulari
Loukotka (1968) enumera els següents elements bàsics de vocabulari:
| glossa  | Alcaluf septentrional | Alcaluf meridional | Kawésqar |
| ------- | --------------------- | ------------------ | -------- |
| llengua | lekél                 | paileaf            | kalaktás |
| mà      | palkár                | yukebe             | terwá    |
| aigua   | karkasa               | arrét              | chfalai  |
| lluna   | dzyakapés             | yakapech           | kapánuk  |
| gos     | salki                 | shalki             | kyurro   |
| peix    | xawoel                | orol               | keuwako  |
| canoa   | peler                 | cherru             | kaief    |